# Bottmühle

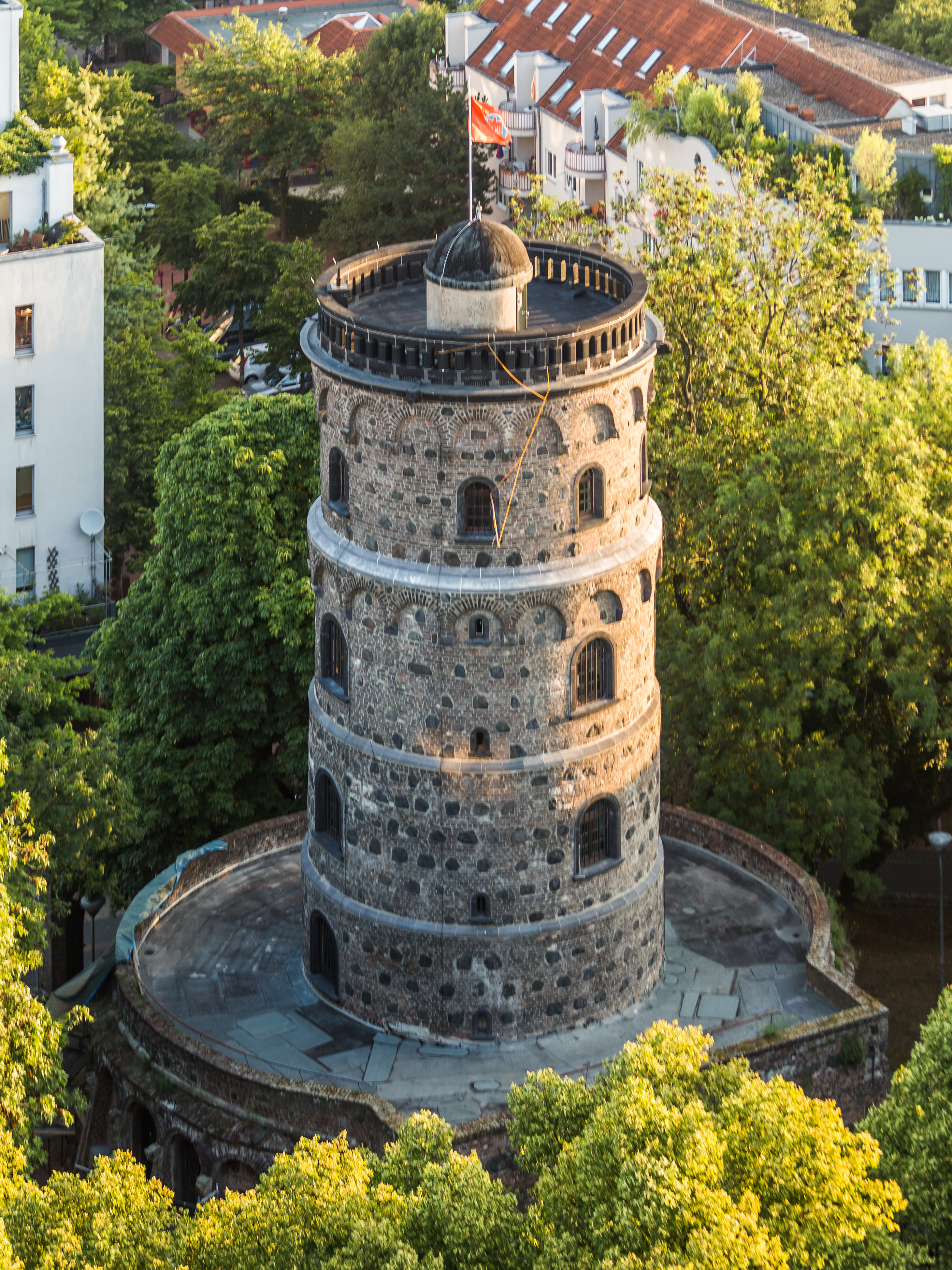
Die Bottmühle

Bottmühle ist der Name einer ehemaligen Wind- und Getreidemühle in der Kölner Altstadt-Süd.

## Geschichte
Die Bottmühle liegt zwar zwischen dem Bayenturm und der Severinstorburg, ist jedoch kein Teil der mittelalterlichen Stadtmauer (Köln). Zwischen 1550 und 1552 legte der italienische Festungsbaumeister Alessandro Pasqualini hinter der Stadtmauer eine Wehr- oder Wallplattform („Bott“) an, die als Geschützstellung die mittelalterliche Stadtmauer modernisieren sollte. Pasqualini arbeitete bis zu seinem Tode 1559 auch an der Kölner Befestigungsanlage. Als im Jahre 1587 den Kornherren aufgetragen wurde, auf dem Gelände hinter St. Severin eine Windmühle errichten zu lassen, beauftragten sie Peter von Gleuel, der sich dafür in Holland qualifiziert hatte, für 500 Gulden mit dem Bau. Es entstand eine hölzerne Windmühle (Bockwindmühle), die im Februar 1588 fertiggestellt war. Stadtsteinmetz Arnold von Gülich ersetzte sie zwischen Juni 1677 und Juli 1678 durch eine steinerne Turmwindmühle mit unterem Bogengang und Rundbogenfenstern. Gülich baute die Mühle nach alten Plänen Pasqualinis, der seit 1520 am Bau der Kölner Verteidigungsanlagen beteiligt war.
Der viergeschossige, runde Turm befindet sich auf einer erhöhten Fläche und ist von einer zum Straßenniveau steil abfallenden Grünfläche umgeben, an der ein Rest der 60 Meter langen Stadtmauer steht. Die Stadt Köln verkaufte im Jahre 1832 die Pantaleons- und Bottmühle an Privatpersonen. Seit spätestens 1879 befand sich die Mühle im Privatbesitz von Jakob Flammerheim, der sie bis 1883 restaurierte. Ab 1911 beherbergte die Bottmühle die Traditionskorporationen der ATV Markomannia-Westmark bzw. verschiedene durch Auflösungen und Eingliederungen sich ergebende studentische Verbindungen bis 1945. Seit dem Jahre 1921 gehört sie der Stadt Köln. Nach 1945 übergab die britische Militärverwaltung die Bottmühle der „Deutschen Jungenschaft“ für die Jugendarbeit. Seit 1970 haben Die Falken dort ihren Sitz. Die Bottmühle steht seit dem 1. Juli 1980 unter Denkmalschutz. Sie wurde bis Juli 2011 saniert und von Efeu befreit.

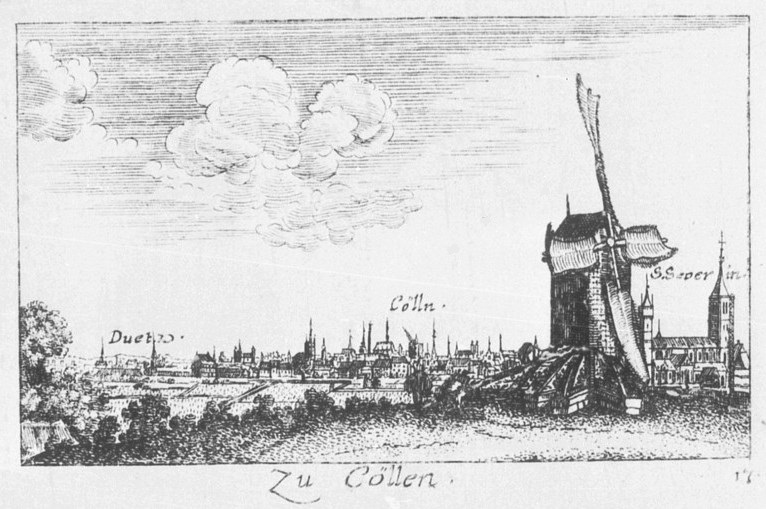
Bottmühle (1635)
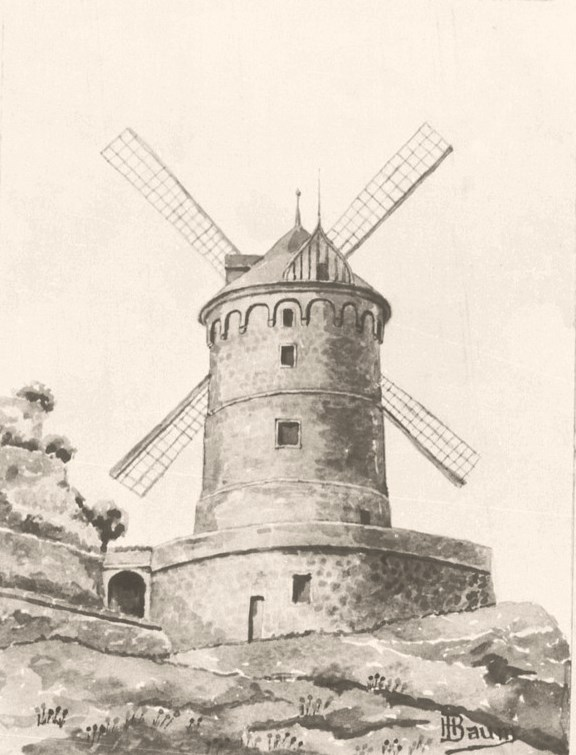
Bottmühle (Hermann Josef Baum, um 1840)
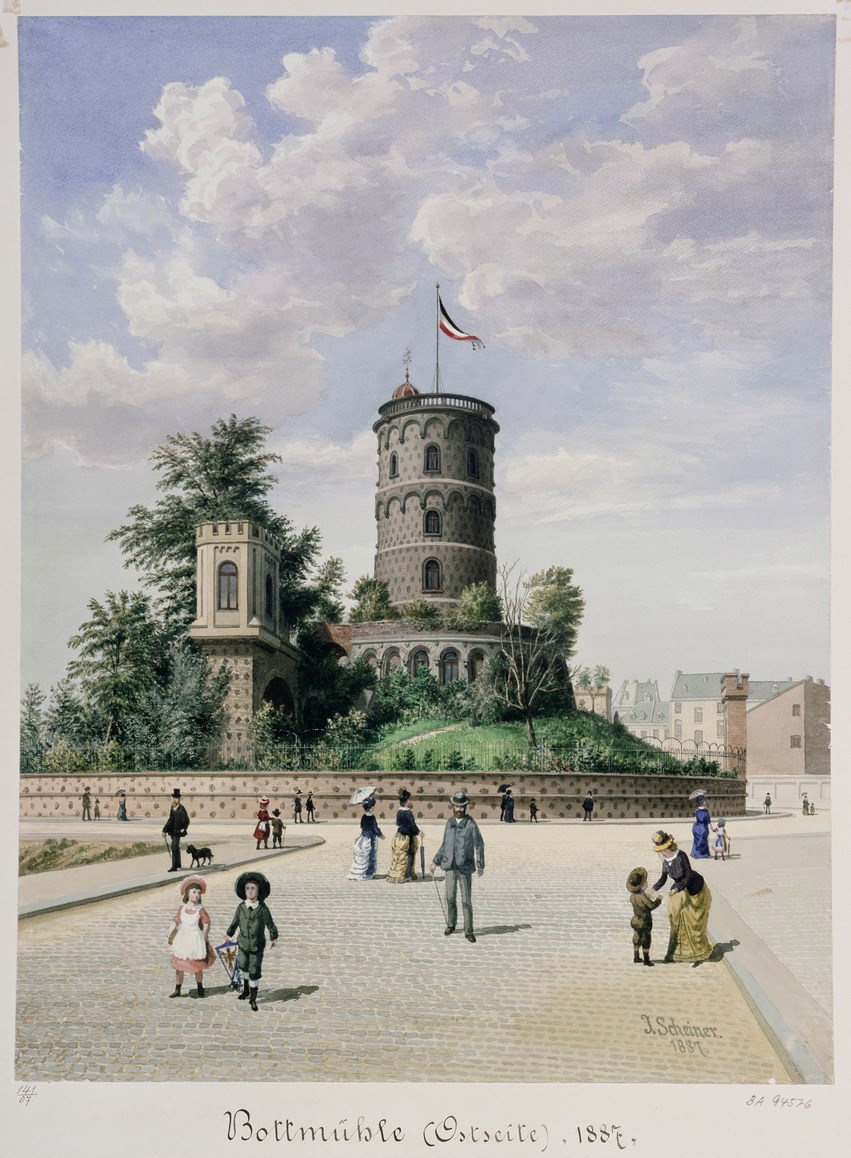
Bottmühle (Jakob Scheiner, 1887)
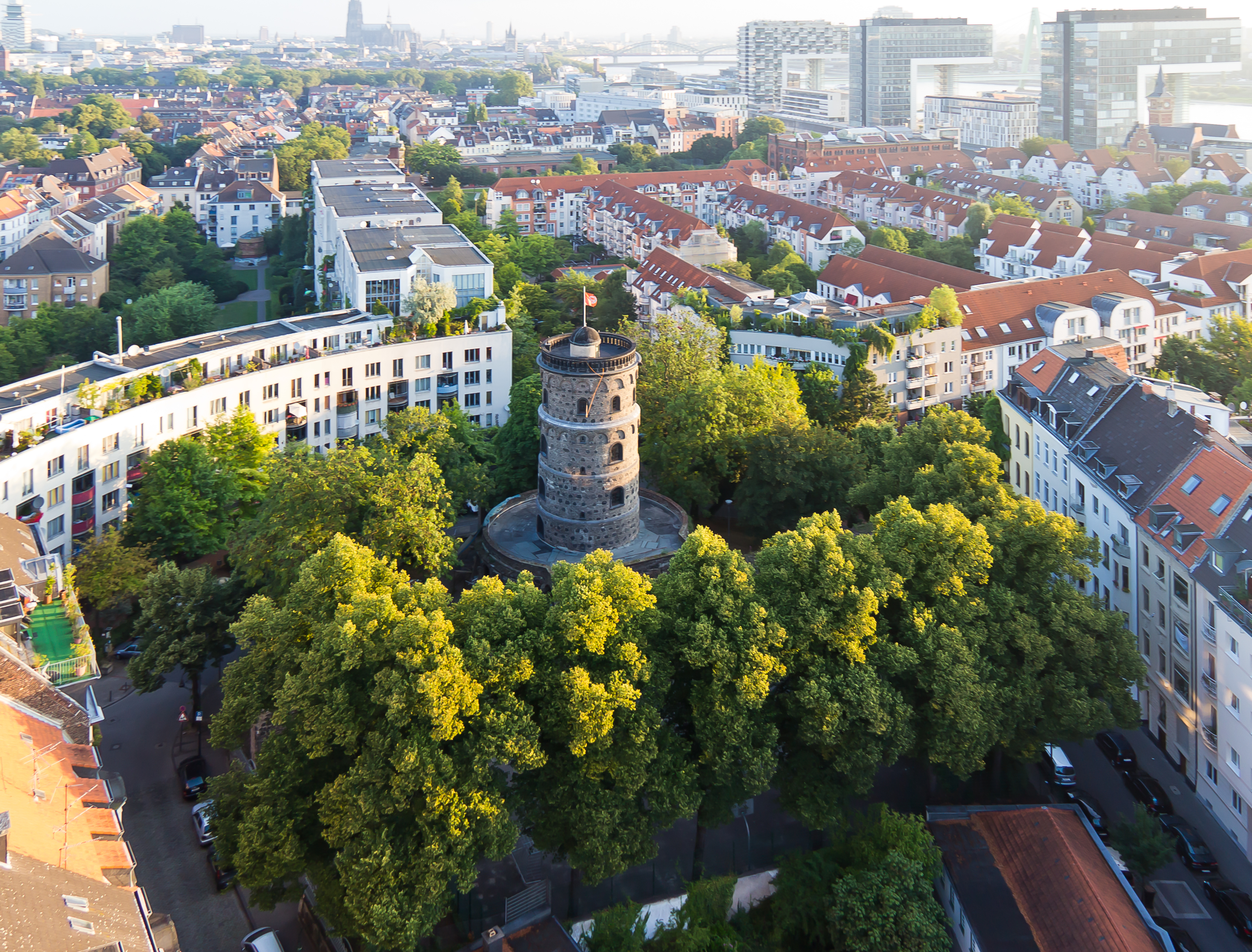
Bottmühle (2013)

## Sonstiges
Die Bottmühle ist eine von vier Mühlen, die auf oder an der Stadtmauer erbaut wurden. Um die Bottmühle führt die 238 Meter lange Straße An der Bottmühle. Hier liegt an Nr. 2 das ehemalige, 1923 von Wilhelm Riphahn erbaute Institut für Verkehrssicherheit, das seit dem 1. Juli 1980 unter Denkmalschutz steht.